# 博恩地区帕朗蒂斯
博恩地区帕朗蒂斯（法語：Parentis-en-Born，法語發音：[paʁɑ̃tis ɑ̃ bɔʁn]），或纯音译作帕朗蒂斯昂博恩、帕朗蒂桑博恩，是法国朗德省的一个市镇，位于该省西北部，属于蒙德马桑区。

## 地理
博恩地区帕朗蒂斯（44°20'58"N, 1°4'28"W）面积111.55 平方千米，位于法国新阿基坦大区朗德省，该省份为法国西南部沿海省份，是法國本土面积第二大的省，北起吉倫特省，西临大西洋，南至大西洋比利牛斯省，东临热尔省，东北与洛特-加龍省接壤。
与博恩地区帕朗蒂斯接壤的市镇（或旧市镇、城区）包括：比斯卡羅斯、加斯特、吕村、蓬唐克斯莱福日、伊舒克斯、桑吉内、博恩地区圣保罗、博恩地区圣厄拉利、吕戈斯。
博恩地区帕朗蒂斯的时区为UTC+01:00、UTC+02:00（夏令时）。

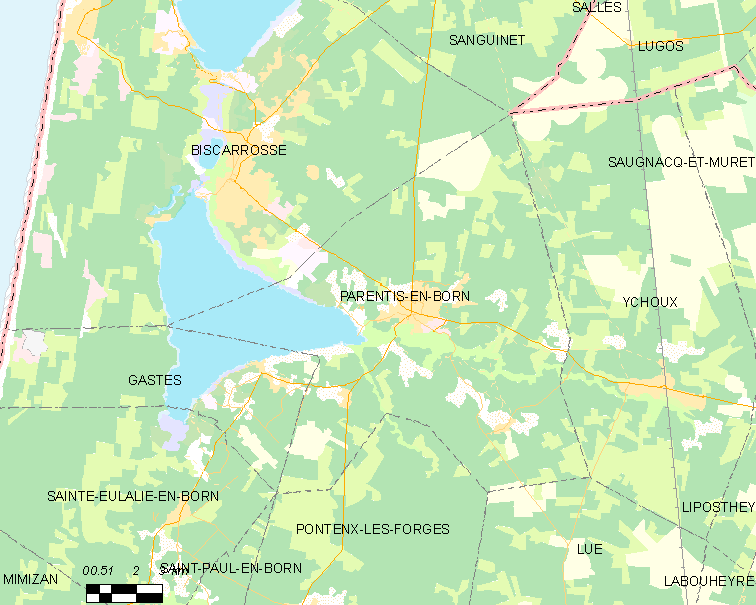
博恩地区帕朗蒂斯的OSM定位图

## 行政
博恩地区帕朗蒂斯的邮政编码为40160，INSEE市镇编码为40217。

## 政治
博恩地区帕朗蒂斯所属的省级选区为大湖县。

## 交通
朗德省省道D43线、D46线、D140线和D652线在博恩地区帕朗蒂斯境内交汇。

## 人口

1962-2008年间博恩地区帕朗蒂斯人口变化图示

博恩地区帕朗蒂斯于2022年1月1日时的人口数量为7463人。